# Řády, vyznamenání a medaile Bádenska

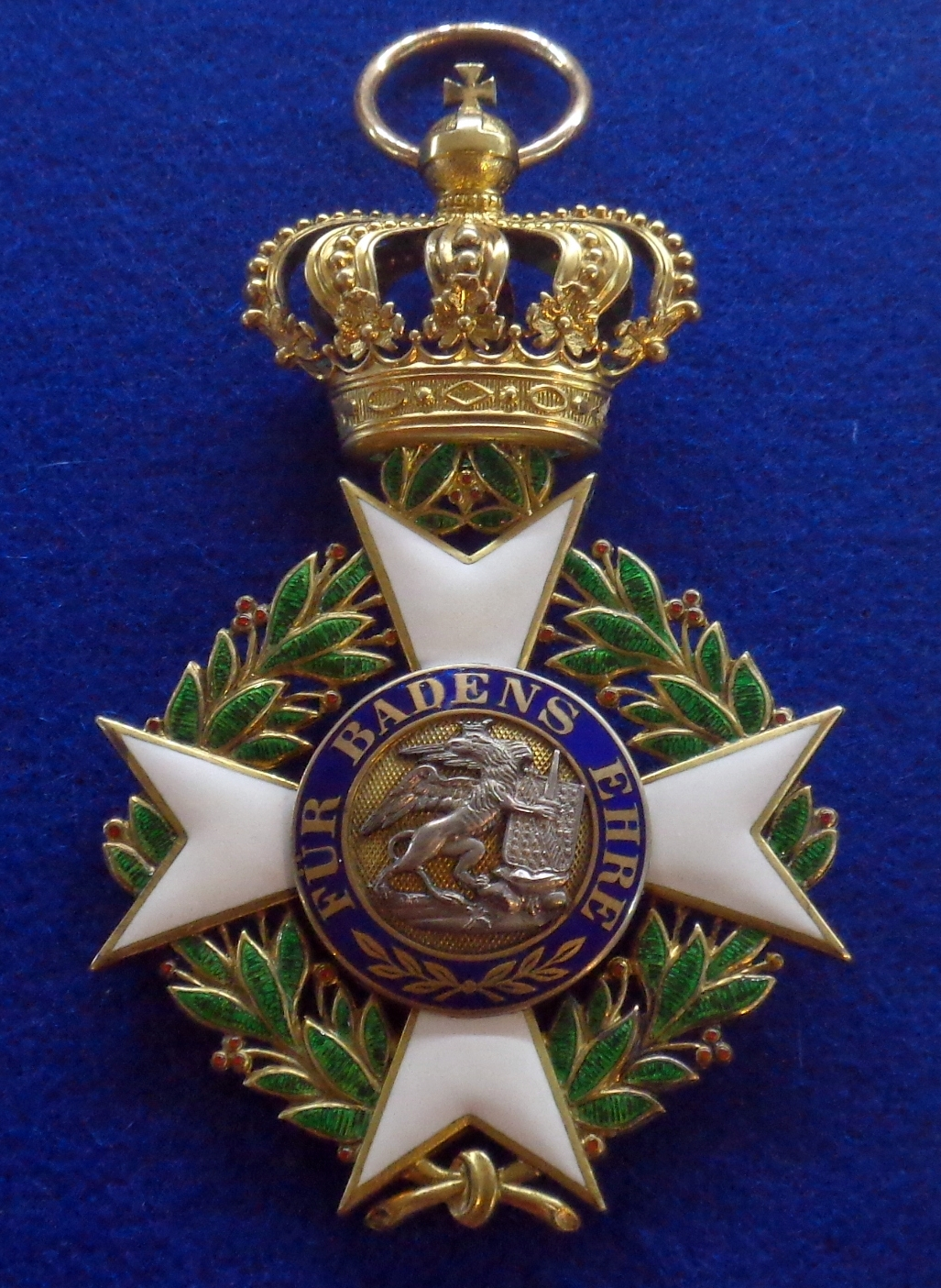
Velkokříž Vojenského záslužného řádu Karla Fridricha, 1914–1918

Systém bádenských vyznamenání zahrnoval kromě řádů také řadu medailí, křížů a dalších vyznamenání udílených při různých příležitostech. Bádensko je historické území ležící na jihozápadě Německa. Od roku 1952 je součástí Bádensko-Württemberska. Již od dob Bádenského markrabství, přes Bádenské kurfiřtství, Bádenské velkovévodství po Bádenskou republiku, i přes svou relativně malou velikost, dodržovaly tyto státní útvary podobně jako ostatní německé státy všechny hlavní tradice větších evropských monarchií, včetně zavedení vlastního systému státních vyznamenání. Během existence Bádenského velkovévodství bylo zřízeno pět rytířských řádů a mnoho dalších vyznamenání, jejichž počet je odhadován na 146.

## Bádenské markrabství (1112–1803)
- Řád modré pásky (Orden der blauen Binde) byl založen roku 1584.
- Domácí řád věrnosti (Hausorden der Treue) byl založen dne 17. června 1715 Karlem Vilémem Bádensko-Durlašským a udílen byl do zrušení monarchie v roce 1918. Udílen byl členům vládnoucí dynastie, cizím panovníkům a nejvyšším hodnostářům země.[1][2]

## Bádenské velkovévodství (1806–1918)

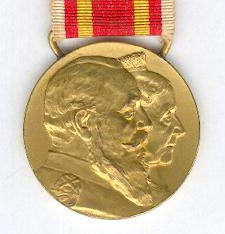
Medaile Fridricha a Luisy

- Vojenský záslužný řád Karla Fridricha (Militär-Karl-Friedrich-Verdienstorden) byl založen dne 5. října 1805 Karlem Fridrichem Bádenským a udílen byl do zrušení monarchie v roce 1918.[1][3]
- Řád zähringenského lva (Orden vom Zähringer Löwen) byl založen roku 1812 Karlem Fridrichem Bádenským a udílen byl do zrušení monarchie v roce 1918.[1]
- Řád Bertholda I. (Orden Berthold des Ersten) byl založen dne 29. dubna 1877 Fridrichem I. Bádenským a udílen byl za věrnou službu nebo jako zvláštní projev uznání a laskavosti panovníka.[1]
- Vyznamenání za polní službu (Felddienstauszeichnung) bylo založeno roku 1839.
- Pamětní medaile (Gedächtnis-Medaille) byla založena roku 1840.
- Medaile za zemědělství, řemesla a obchod (Medaille für Landwirtschaft, Gewerbe und Handel) byla založena roku 1846.
- Vojenská pamětní medaile 1849 (Militär-Gedächtnis-Medaille von 1849) byla založena roku 1849 Leopoldem I. Bádenským. Udílena byla za uznání služeb zahraničních vojsk při porážce bádenské revoluce.[4][5]
- Medaile za zásluhy (Verdienstmedaille) byla založena roku 1866.
- Medaile za záchranu (Rettungsmedaille) byla založena roku 1866.
- Služební odznak (Dienstauszeichnung) byl založen roku 1868.
- Pamětní kříž na polní tažení 1870/71 (Erinnerungskreuz für den Feldzug 1870/71) byl založen roku 1871 Fridrichem I. Bádenským. Udíleno bylo mužům i ženám, kteří se za prusko-francouzské války starali o raněné a nemocné, či podporovali rodiny mužů z milice a záložáků povolaných do služby.[6]
- Kříž pro ženské služebnictvo (Kreuz für weibliche Dienstboten) byl založen roku 1876.
- Služební odznak zemské obrany (Landwehr-Dienstauszeichnung) byl založen roku 1877.
- Vyznamenání pro příslušníky dobrovolných požárních sborů (Ehrenzeichen für Mitglieder der freiwilligen Feuerwehren) bylo založeno roku 1877.
- Medaile za umění a vědu (Medaille für Kunst und Wissenschaft) byla založena roku 1893.
- Výroční medaile pro porodní asistentky (Jubiläums-Medaille für Hebammen) byla založena roku 1884.
- Medaile pracovníka (Arbeiter-Medaille) byla založena roku 1895.
- Vládní jubilejní medaile z roku 1902 (Regierungs-Jubiläums-Medaille von 1902) byla založena dne 25. dubna 1902  Fridrichem I. Bádenským.[7][8]
- Kříž pracovnic (Arbeiterinnen-Kreuz) byl založen roku 1902.
- Medaile Fridricha a Luisy (Friedrich-Luisen-Medaille) byla založena dne 9. září 1906 Fridrichem I. Bádenským. Udílena byla za zásluhy v oblasti sociální práce.[9]
- Pamětní medaile za rok 1906 (Erinnerungs-Medaille für 1906) byla založena roku 1906.
- Pamětní odznak za roku 1906 (Erinnerungs-Zeichen für 1906) byla založena dne 20. září 1906 Fridrichem I. Bádenským.[10]
- Válečný záslužný kříž (Kriegsverdienstkreuz) byl založen dne 9. září 1916 Fridrichem  II. Bádenským. Udílen byl za službu v ozbrojených silách a za obecné zásluhy ve prospěch státu.[11][12]

## Bádenská republika (1918–1945)
- Čestný odznak hasičů (Feuerwehr-Ehrenzeichen) byl založen roku 1920.
- Státní medaile (Staatsmedaille) byla založena roku 1927.

## Bádensko-Württembersko (od 1952)

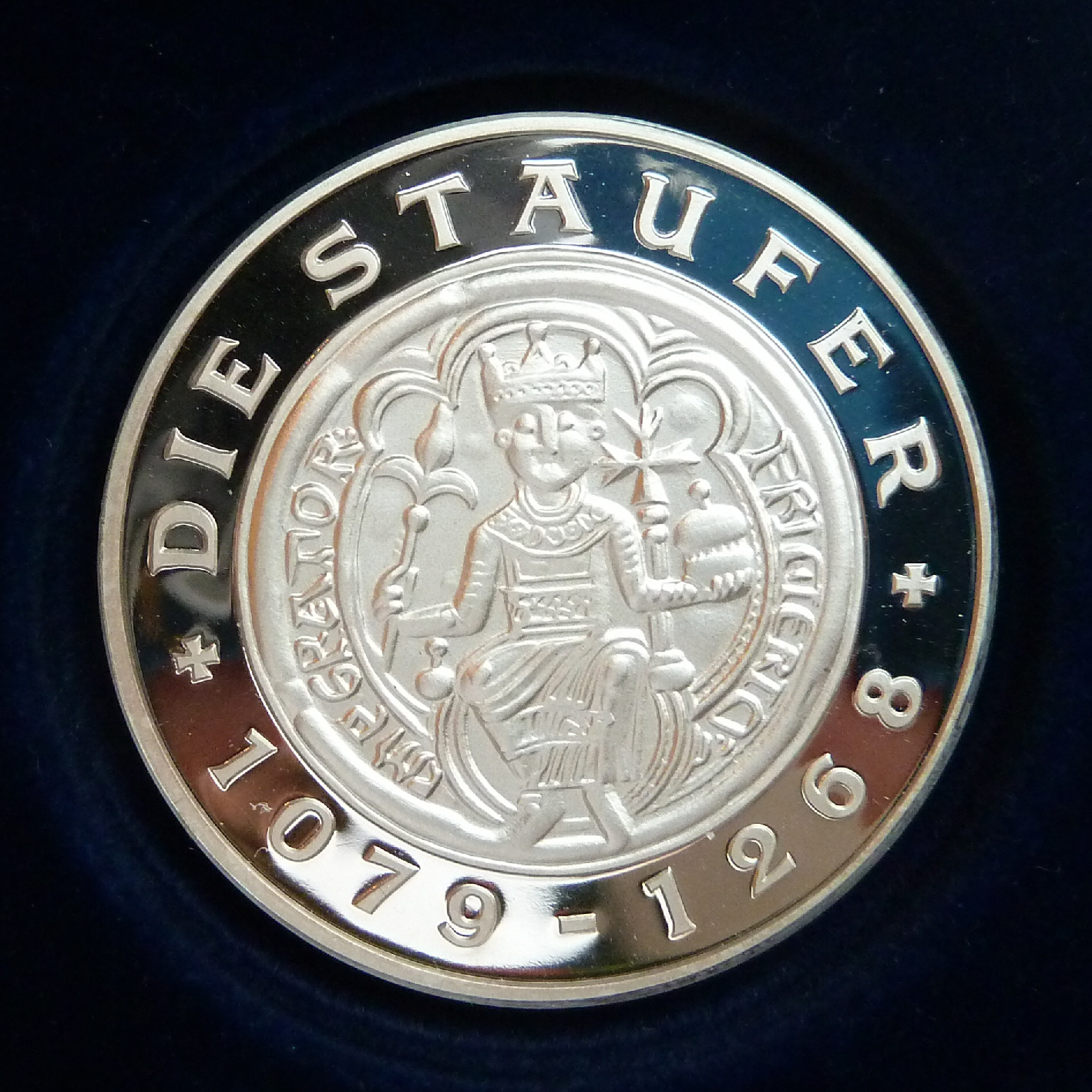
Medaile Štaufů

- Čestný odznak hasičů (Feuerwehr-Ehrenzeichen) byl založen roku 1956. Udílen je ve čtyřech třídách členům sboru dobrovolných hasičů za mnoho let služby (15, 25, 40 a 50 let).[13][14]
- Řád za zásluhy Bádensko-Württemberska (Verdienstorden des Landes Baden-Württemberg) byl založen dne 26. listopadu 1974. Do roku 2009 neslo vyznamenání název Medaile za zásluhy Bádensko-Württemberska. Vyznamenání je udíleno za vynikající přínos pro tento spolkový stát v oblasti politiky, sociálních věcí, kultury a ekonomiky.
- Medaile Štaufů (Staufermedaille) byla založena roku 1977 jako zvláštní osobní ocenění předsedy vlády a je udílena za osobní zásluhy o Bádensko-Württembersko.
- Čestná jehlice Bádensko-Württemberska (Ehrennadel des Landes Baden-Württemberg) se udílí občanům státu, kteří zvláštním způsobem přispěli komunitě prostřednictvím nejméně patnácti let dobrovolnické práce v kulturních, sportovních a dalších organizacích.[14]
- Medaile za záchranu (Rettungsmedaille) byla založena dne 11. března 1953. Udílena je za záchranu lidského života za obzvláště obtížných podmínek nebo s nasazením vlastního života.
- Státní medaile za zemědělství a lesnictví (Staatsmedaille für Land- und Forstwirtschaft) se udílí za zvláštní zásluhy o zemědělství a lesnictví v Bádensko-Württembersku.
- Medaile za ekonomiku (Wirtschaftsmedaille) se udílí jednotlivcům a organizacím za zvláštní profesní či podnikatelské úspěchy, které posloužily Bádensko-Württembersku.
- Medaile svobodného pána von Stein (Freiherr-vom-Stein-Medaille)
- Domácí medaile Bádensko-Württemberska (Heimatmedaille des Landes Baden-Württemberg) byla založena roku 1978. Udílena je občanům za přínos k udržení zvyků Bádensko-Württemberska.
- Vyznamenání civilní ochrany (Bevölkerungsschutz-Ehrenzeichen) bylo založeno ministrem vnitra Thomasem Stroblem dne 15. března 2016. Udíleno je za zvláštní přínos k civilní ochraně nebo za zvláštní odvahu a odhodlání v akci. Ocenění jsou většinou hasiči, členové humanitárních organizací a další.[15]